# Олово
| 50         | Олово |
| Sn118,710  |       |
| 4d105s25p2 |       |

О́лово (химический символ — Sn, от лат. Stannum) — химический элемент 14-й группы (по устаревшей классификации — главной подгруппы четвёртой группы, IVA), пятого периода периодической системы химических элементов Д. И. Менделеева, с атомным номером 50 и атомной массой 118,710(7). 
Относится к группам лёгких металлов и  постпереходных металлов.
Простое вещество олово (при нормальных условиях) — пластичный, ковкий и легкоплавкий блестящий металл серебристо-белого цвета. Известны четыре аллотропные модификации олова: ниже +13,2 °C устойчиво α-олово (серое олово) с кубической решёткой алмазного типа, выше +13,2 °C устойчиво β-олово (белое олово) с тетрагональной кристаллической решёткой. При высоких давлениях обнаружены также γ-олово и σ-олово.

## История
Олово было известно человеку уже в IV тысячелетии до н. э. Этот металл был малодоступен и дорог, поэтому изделия из него редко встречаются среди римских и греческих древностей. Об олове есть упоминания в Библии (в Книге Чисел). Олово является (наряду с медью) одним из компонентов оловянистой бронзы, изобретённой в конце или середине III тысячелетия до н. э. Поскольку бронза являлась наиболее прочным из известных в то время металлов и сплавов, олово было «стратегическим металлом» в течение всего «бронзового века», более 2000 лет (очень приблизительно: XXXV—XI века до н. э.).

Чистое олово получено не ранее XII века, о нём упоминает в своих трудах Р. Бэкон. До этого олово всегда содержало переменное количество свинца. Хлорид SnCl4 впервые получил А. Либавий в 1597 г. Аллотропию олова и явление «оловянной чумы» объяснил Э. Коген в 1911 г.

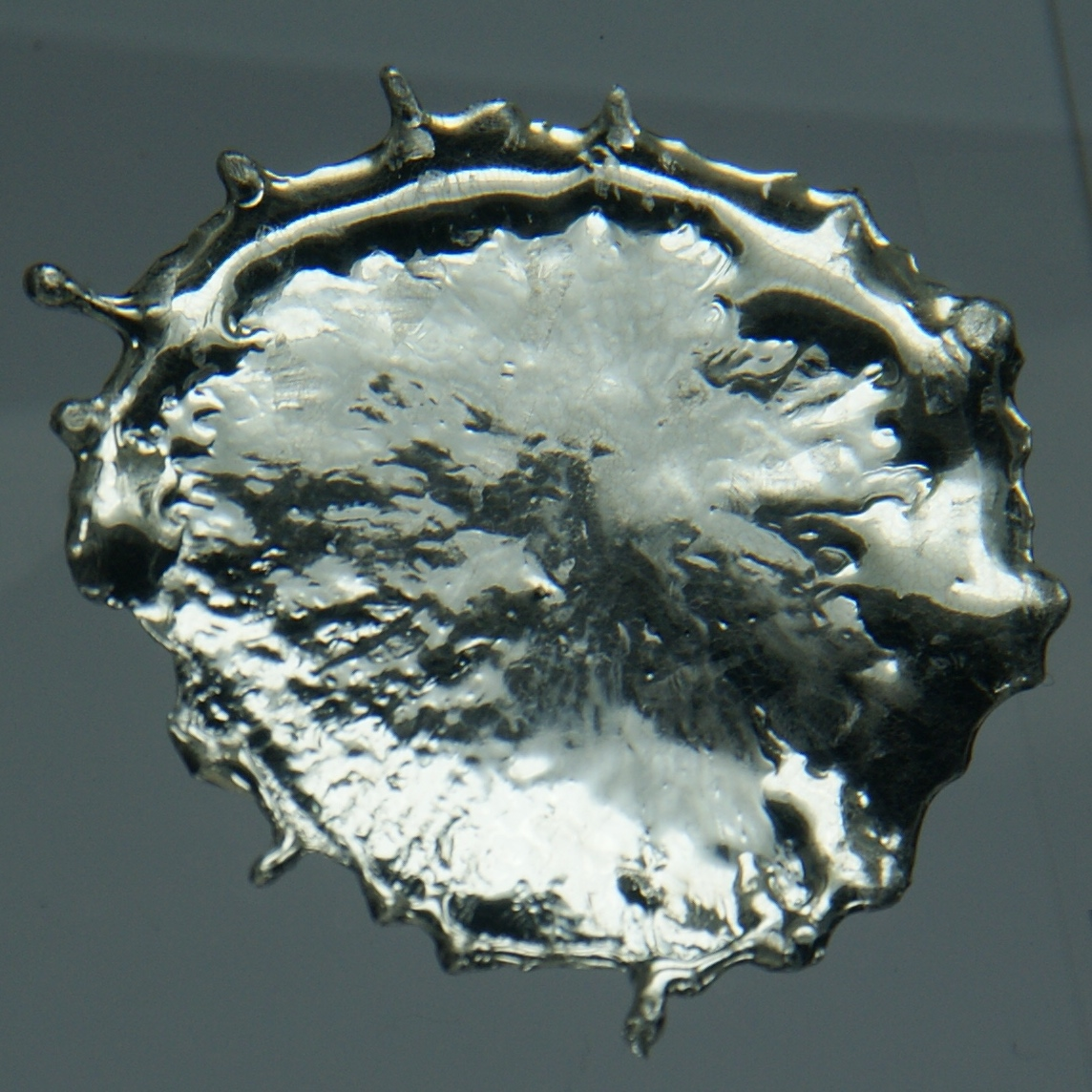
Расплавленное олово

## Происхождение названия
Латинское название stannum, связанное с санскритским словом, означающим «стойкий, прочный», первоначально относилось к сплаву свинца и серебра, а позднее к другому, имитирующему его сплаву, содержащему около 67 % олова; к IV веку н. э. этим словом стали называть собственно олово.
Слово олово — общеславянское, однако в некоторых славянских языках такое же или однокоренное слово (пол. ołów, чеш. olovo, серб. олово, бел. волава и др.) используется для обозначения другого, внешне похожего металла — свинца. Слово олово имеет соответствия в балтийских языках (ср. лит. alavas, alvas, латыш. alva — «олово», прусск. alwis — «свинец»). Оно является суффиксальным образованием от корня ol- (ср. древневерхненемецкое elo — «жёлтый», лат. albus — «белый» и пр.), так что металл назван по цвету.

## Физические свойства
Полная электронная конфигурация атома олова: 1s22s22p63s23p63d104s24p64d105s25p2
Плотность: в твёрдом состоянии при +20 °С — 7,3 г/см³; в жидком состоянии при температуре плавления — 6,98 г/см³.
Температура: плавления — 231,91 °C; кипения — 2620 °C.
Коэффициент линейного расширения:
при температуре 0 °C равен 1,99·10−5 К−1;
при +100 °С равен 2,38·10−5 К−1;
средний в диапазоне 0—100 °C равен 2,62·10−5 К−1.
Удельная теплоёмкость: в твёрдом состоянии при +20 °C — 226 Дж/(кг·К); в жидком состоянии при температуре плавления — 268 Дж/(кг·К).
Молярная теплоёмкость при постоянном давлении: при 0 °C равна 27,11 Дж/(моль·К) (белое олово), 25,79 Дж/(моль·К) (серое олово).
Теплота плавления равна 7,19 кДж/моль.
Теплота испарения равна 296 кДж/моль.
Теплопроводность при +20 °С — 65,26 Вт/(м·К).
Удельное электрическое сопротивление при +20 °C — 0,115 мкОм·м (по другим данным 0,128 мкОм·м при +25 °C).
Термический коэффициент сопротивления равен 4,5·10−3 К−1.
Удельная электропроводность при +20 °C — 8,69 МСм/м.
Температура Дебая равна 200 К (белое олово), 212 К (серое олово).
Механические и технологические свойства:
модуль упругости 55 ГПа при 0 °C и 48 ГПа при 100 °C;
модуль сдвига 16,8—8,1 ГПа;
временное сопротивление разрыву — 20 МПа;
относительное удлинение — 40 %;
твёрдость по Бринеллю — 152 МПа (белое олово), 62 МПа (серое олово);
температура литья — 260—300 °C.
При температуре немного выше 170 °C олово становится хрупким.
Стандартный электродный потенциал E °Sn2+/Sn равен −0,136 В, а E пары °Sn4+/Sn2+ около 0,151 В.

### Серое и белое олово

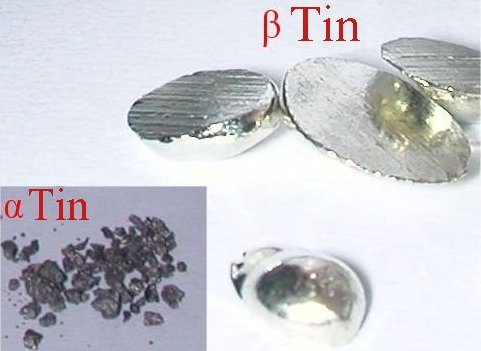
Серое и белое олово

Простое вещество олово полиморфно. В обычных условиях оно существует в виде β-модификации (белое олово), устойчивой выше +13,2 °C. Белое олово — серебристо-белый, мягкий, пластичный металл, образующий кристаллы тетрагональной сингонии, пространственная группа I4/amd, параметры ячейки a = 0,58197 нм, c = 0,3175 нм, Z = 4. Координационное окружение каждого атома олова в нём — октаэдр. Плотность β-Sn равна 7,228 г/см3. При сгибании прутков олова слышен характерный хруст от взаимного трения кристаллитов.
При охлаждении белое олово переходит в α-модификацию (серое олово). Серое олово образует кристаллы кубической сингонии, пространственная группа Fd3m, параметры ячейки a = 0,646 нм, Z = 8 со структурой типа алмаза. В сером олове координационный полиэдр каждого атома — тетраэдр, координационное число 4. Фазовый переход β-Sn в α-Sn сопровождается увеличением удельного объёма на 25,6 % (плотность α-Sn составляет 5,75 г/см3), что приводит к рассыпанию олова в порошок. Энтальпия перехода α → β ΔH = 2,08 кДж/моль. Одна модификация переходит в другую тем быстрее, чем ниже температура окружающей среды. При −33 °C скорость превращений становится максимальной. Тем не менее белое олово можно переохладить до гелиевых температур. Белое олово превращается в серое также под действием ионизирующего излучения.
Из-за сильного различия структур двух модификаций олова разнятся и их электрофизические свойства. Так, β-Sn — металл, а α-Sn относится к числу полупроводников. Ниже 3,72 К α-Sn переходит в сверхпроводящее состояние. Атомы в кристаллической решётке белого олова находятся в электронном s2p2-состоянии. Серое олово — ковалентный кристалл со структурой алмаза и электронным sp3-состоянием. Белое олово слабо парамагнитно, атомная магнитная восприимчивость χ = +4,5·10−6 (при 303 К), при температуре плавления становится диамагнитным, χ = −5,1·10−6. Серое олово диамагнитно, χ = −3,7·10−5 (при 293 К).
Соприкосновение серого олова и белого приводит к «заражению» последнего, то есть к ускорению фазового перехода по сравнению со спонтанным процессом из-за появления зародышей новой кристаллической фазы. Совокупность этих явлений называется «оловянной чумой». Нынешнее название этому процессу в 1911 году дал Э. Коген (он называл его также «музейной болезнью»), однако это явление было известно ещё в античности, оно упоминается Аристотелем и Плутархом. Начало научного изучения этого фазового перехода было положено в 1870 году работами петербургского учёного, академика Ю. Фрицше. Много ценных наблюдений и мыслей об этом процессе высказано Д. И. Менделеевым в его «Основах химии».
Одним из средств предотвращения «оловянной чумы» является добавление в олово стабилизатора, например висмута. С другой стороны, ускоряет процесс перехода белого олова в серое при не очень низких температурах катализатор хлорстаннат аммония (NH4)2SnCl6.
«Оловянная чума» — одна из причин гибели экспедиции Скотта к Южному полюсу в 1912 году. Она осталась без горючего из-за того, что топливо просочилось из запаянных оловом баков, поражённых «оловянной чумой».
Некоторые историки указывают на «оловянную чуму» как на одно из обстоятельств поражения армии Наполеона в России в 1812 году — сильные морозы привели к превращению оловянных пуговиц на мундирах солдат в порошок.
Оловянная чума погубила многие музейные экспонаты. В музейных собраниях России оловянные предметы большой древности отсутствуют, имеются лишь единичные предметы начиная с XIV века, существующие экспонаты относятся в основном к XVIII и последующим векам. Так, разрушился целый ряд блюд и мисок XVII века из казны царевны Татьяны Михайловны, сестры царя Алексея Михайловича, и из казны его дочерей Феодосии Алексеевны и Софья Алексеевны в ризнице Троицкого собора Успенского девичьего монастыря в Александрове, где во время послереволюционной разрухи после 1917 года надолго прекращалось отопление.
Олово, поражённое «чумой», после переплавки снова становится белым. Однако для превращения серого олова в белое достаточно выдержать его при повышенной температуре, по одним источникам, выше +40 °C, по другим — выше +59 °C. Реставраторы для остановки разрушения предметов, поражённых «оловянной чумой», выдерживают их в кипящей воде в течение часа и более.
При высоких давлениях обнаружены ещё две модификации олова: γ-олово (переход при температуре 161 °C и давлении около 4 ГПа, при комнатной температуре и давлении 10 ГПа) и σ-олово (переход при температуре около 1000 °C и давлении выше 21 ГПа).

### Изотопы
Природное олово состоит из десяти стабильных нуклидов с массовыми числами 112 (в смеси 0,96 % по массе), 114 (0,66 %), 115 (0,35 %), 116 (14,30 %), 117 (7,61 %), 118 (24,03 %), 119 (8,58 %), 120 (32,85 %), 122 (4,72 %) и 124 (5,94 %). Для некоторых из них энергетически возможен двойной бета-распад, однако экспериментально он пока (2018 г.) не наблюдался, поскольку предсказываемый период полураспада очень велик (более 1020 лет).
Олово обладает наибольшим среди всех элементов числом стабильных изотопов, что связано с тем, что 50 (число протонов в ядрах олова) является магическим числом — оно составляет заполненную протонную оболочку в ядре и повышает тем самым энергию связи и стабильность ядра. Известны два дважды магических изотопа олова, оба они радиоактивны, так как удалены от полосы бета-стабильности: нейтронодефицитное 100Sn (Z = N = 50) и нейтроноизбыточное 132Sn (Z = 50, N = 82).
Изотопы олова 117Sn и 119Sn являются мёссбауэровскими изотопами и применяются в гамма-резонансной спектроскопии.

## Химические свойства

### Металлическое олово
При комнатной температуре олово, подобно соседу по группе германию, устойчиво к воздействию воздуха или воды. Такая инертность объясняется образованием поверхностной плёнки оксидов. Заметное окисление олова на воздухе начинается при температурах выше 150 °C:
{\displaystyle {\mathsf {Sn+O_{2}\rightarrow SnO_{2}}}}
При нагревании олово реагирует с большинством неметаллов. При этом образуются соединения в степени окисления +4, которая более характерна для олова, чем +2. Например:
{\displaystyle {\mathsf {Sn+2Cl_{2}\rightarrow SnCl_{4}}}}
Растворяется в разбавленных кислотах (HCl, H2SO4):
{\displaystyle {\mathsf {Sn+2HCl\rightarrow SnCl_{2}+H_{2}\uparrow }}}
Олово реагирует c концентрированной соляной кислотой. При этом серое олово (α-Sn) образует раствор хлорида олова(II), а белое (β-Sn) — хлорида олова(IV):
{\displaystyle {\mathsf {Sn+3HCl\rightarrow H[SnCl_{3}]+H_{2}\uparrow }}}
{\displaystyle {\mathsf {Sn+6HCl\rightarrow H_{2}[SnCl_{6}]+2H_{2}\uparrow }}}
Состав продукта реакции олова с азотной кислотой зависит от концентрации кислоты. В концентрированной азотной кислоте (60 %) образуется оловянная кислота β-SnO2·nH2O (иногда её формулу записывают как H2SnO3). При этом олово ведёт себя как неметалл:
{\displaystyle {\mathsf {Sn+4HNO_{3}\rightarrow \ SnO_{2}\cdot H_{2}O+4NO_{2}+H_{2}O}}}
При взаимодействии с разбавленной азотной кислотой (3—5 %) образуется нитрат олова(II):
{\displaystyle {\mathsf {4Sn+10HNO_{3}\rightarrow 4Sn(NO_{3})_{2}+NH_{4}NO_{3}+3H_{2}O}}}
Окисляется растворами щелочей до гидроксостанната(II), который в горячих растворах склонен к диспропорционированию:
{\displaystyle {\mathsf {Sn+NaOH+2H_{2}O\rightarrow Na[Sn(OH)_{3}]+H_{2}\uparrow }}}
{\displaystyle {\mathsf {2Na[Sn(OH)_{3}]\rightarrow Sn+Na_{2}[Sn(OH)_{6}]}}}
{\displaystyle {\mathsf {Sn+2NaOH+4H_{2}O\rightarrow Na_{2}[Sn(OH)_{6}]+2H_{2}\uparrow }}}

### Олово(II)
Менее устойчивая степень окисления, чем (IV). Соединения олова(II) имеют высокую восстановительную активность и легко диспропорционируют:
{\displaystyle {\mathsf {2SnO\xrightarrow {^{o}t} \ SnO_{2}+Sn}}}
На воздухе соединения быстро окисляются кислородом, как в твёрдом виде, так и в растворах:
{\displaystyle {\mathsf {2SnO+O_{2}\rightarrow 2SnO_{2}}}}
{\displaystyle {\mathsf {2Sn^{2+}+O_{2}+4H^{+}\rightarrow 2Sn^{4+}+2H_{2}O}}}
Сильным восстановителем является «оловянная соль» SnCl2·2H2O. Она может восстанавливать золото(III) до золота(0), что применяется для качественного определения золота в растворах (образуется чёрное мелкодисперсное золото):
{\displaystyle {\ce {2H[AuCl4] + 3SnCl2 -> 2Au v + 3SnCl4 + 2HCl}}}
Оксид можно получить действием аммиака на горячий раствор хлорида олова(II) в атмосфере СO2:
{\displaystyle {\mathsf {SnCl_{2}+2NH_{3}+H_{2}O\rightarrow SnO+2NH_{4}Cl}}}
Также оксид получается при слабом нагревании гидроксида олова(II) Sn(OH)2 в вакууме или осторожном нагревании некоторых солей:
{\displaystyle {\mathsf {Sn(OH)_{2}\rightarrow SnO+H_{2}O}}}
{\displaystyle {\mathsf {SnC_{2}O_{4}\rightarrow SnO+CO\uparrow +CO_{2}\uparrow }}}
В растворах солей олова(II) идёт сильный гидролиз:
{\displaystyle {\mathsf {[Sn(H_{2}O)_{3}]^{2+}+H_{2}O\rightarrow [Sn(H_{2}O)_{2}OH]^{+}+H_{3}O^{+}}}}
При действии на раствор соли Sn(II) растворами сульфидов выпадает осадок сульфида олова(II):
{\displaystyle {\mathsf {Sn^{2+}+S^{2-}\rightarrow SnS\downarrow }}}
Этот сульфид может быть легко окислен до сульфидного комплекса раствором полисульфида натрия, при подкислении превращающегося в осадок cульфида олова(IV):
{\displaystyle {\mathsf {SnS+Na_{2}S_{2}\rightarrow Na_{2}SnS_{3}}}}
{\displaystyle {\mathsf {Na_{2}SnS_{3}+2HCl\rightarrow SnS_{2}+2NaCl+H_{2}S\uparrow }}}

### Олово(IV)
Оксид олова(IV) (SnO2) образуется прямым окислением кислородом.
При сплавлении с щелочами образует станнаты, при обработке водой образующие гидроксостаннаты:
{\displaystyle {\mathsf {SnO_{2}+2NaOH\xrightarrow {^{o}t} \ Na_{2}SnO_{3}+H_{2}O}}}
При гидролизе растворов солей олова(IV) образуется белый осадок — так называемая α-оловянная кислота:
{\displaystyle {\mathsf {SnCl_{4}+4NH_{3}+6H_{2}O\rightarrow H_{2}[Sn(OH)_{6}]+4NH_{4}Cl}}}
{\displaystyle {\mathsf {H_{2}[Sn(OH)_{6}]\rightarrow \ SnO_{2}\cdot nH_{2}O+3H_{2}O}}}
Свежеполученная α-оловянная кислота растворяется в кислотах и щелочах:
{\displaystyle {\mathsf {SnO_{2}\cdot nH_{2}O+2KOH\rightarrow K_{2}[Sn(OH)_{6}]}}}
{\displaystyle {\mathsf {SnO_{2}\cdot nH_{2}O+4HNO_{3}\rightarrow Sn(NO_{3})_{4}+(n+2)H_{2}O}}}
При хранении α-оловянная кислота стареет, теряет воду и переходит в β-оловянную кислоту, которая отличается большей химической инертностью. Данное изменение свойств связывают с уменьшением числа активных HO-Sn группировок при стоянии и замене их на более инертные мостиковые -Sn-O-Sn- связи.
Гидрид олова — станнан SnH4 — можно получить по реакции:
{\displaystyle {\mathsf {SnCl_{4}+Li[AlH_{4}]\rightarrow SnH_{4}\uparrow +LiCl+AlCl_{3}}}}
Этот гидрид весьма нестоек и медленно разлагается уже при температуре 0 °C.
Четырёхвалентное олово образует обширный класс оловоорганических соединений, используемых в органическом синтезе, в качестве пестицидов и др.

## Нахождение в природе
Олово — редкий рассеянный элемент, по распространённости в земной коре олово занимает 47-е место. Кларковое содержание олова в земной коре составляет, по разным данным, от 2⋅10−4 до 8⋅10−3 % по массе. Основной минерал олова — касситерит (оловянный камень) SnO2, содержащий до 78,8 % олова. Гораздо реже в природе встречается станнин (оловянный колчедан) — Cu2FeSnS4 (27,5 % Sn).

### Месторождения
Мировые месторождения олова находятся в основном в Китае и Юго-Восточной Азии — Индонезии, Малайзии и Таиланде. Также есть крупные месторождения в Южной Америке (Боливии, Перу, Бразилии) и Австралии.
В России запасы оловянных руд расположены в Хабаровском крае (Солнечный район — месторождения Фестивальное, Солнечное, Лунное, Придорожное, Перевальное и Соболиное; Верхнебуреинский район — Правоурмийское месторождение), в Чукотском автономном округе (Пыркакайские штокверки; рудник/посёлок Валькумей, Иультин — разработка месторождений закрыта в начале 1990-х годов), в Приморском крае (Кавалеровский район), в Якутии (месторождение Депутатское) и других районах.

### Распространённость в природе
Распространённость в природе отражена в следующей таблице:
| Геол. объект       | Камен. метеориты | Дуниты и др. | Базальты и др. | Диориты и др. | Гранитоиды | Глины и др. | Вода океанов | Живое вещество(% на живой вес) | Почва  | Зола растений |
| Содержание, вес. % | 001⋅10−4         | 05⋅10−5      | 01,5⋅10−4      | 0000−         | 0003⋅10−4  | 1⋅10−3      | 07⋅10−7      | 00005⋅10−5                     | 1⋅10−3 | 005⋅10−4      |

В незагрязнённых поверхностных водах олово содержится в субмикрограммовых концентрациях. В подземных водах его концентрация достигает единиц микрограмм на литр, увеличиваясь в районе оловорудных месторождений, оно попадает в воды за счёт разрушения в первую очередь сульфидных минералов, неустойчивых в зоне окисления. ПДКSn = 2 мг/дм³.

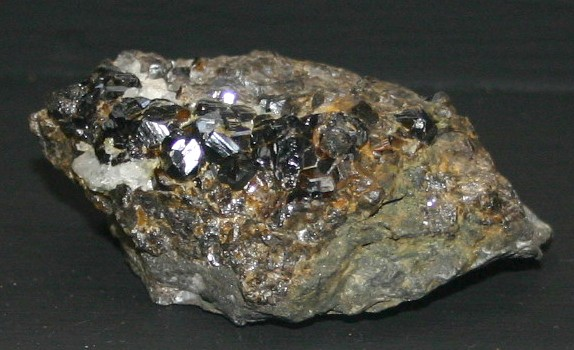
Кристаллы касситерита — оловянная руда

Олово является амфотерным элементом, то есть элементом, способным проявлять кислотные и основные свойства. Это свойство олова определяет и особенности его распространения в природе. Благодаря этой двойственности олово проявляет литофильные, халькофильные и сидерофильные свойства. Олово по своим свойствам проявляет близость к кварцу, вследствие чего известна тесная связь олова в виде окиси (касситерита) с кислыми гранитоидами (литофильность), часто обогащёнными оловом, вплоть до образования самостоятельных кварц-касситеритовых жил. Щелочной характер поведения олова определяется в образовании довольно разнообразных сульфидных соединений (халькофильность), вплоть до образования самородного олова и различных интерметаллических соединений, известных в ультраосновных породах (сидерофильность).

### Формы нахождения
Основная форма нахождения олова в горных породах и минералах — рассеянная (или эндокриптная). Однако олово образует и минеральные формы, и в этом виде часто встречается не только как акцессорий в кислых магматических породах, но и образует промышленные концентрации преимущественно в окисной (касситерит SnO2) и сульфидной (станнин) формах.

#### Твёрдая фаза. Минералы

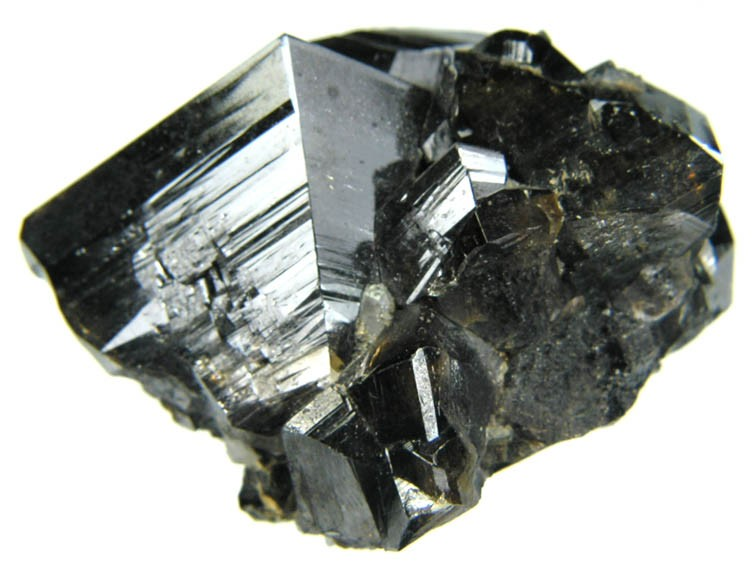
Кристаллы касситерита

В общем можно выделить следующие формы нахождения олова в природе:
1. Рассеянная форма: конкретная форма нахождения олова в этом виде неизвестна. Здесь можно говорить об изоморфно рассеянной форме нахождения олова вследствие наличия изоморфизма с рядом элементов (Ta, Nb, W — с образованием типично кислородных соединений; V, Cr, Ti, Mn, Sc — с образованием кислородных и сульфидных соединений). Если концентрации олова не превышают некоторых критических значений, то оно изоморфно может замещать названные элементы. Механизмы изоморфизма различны.
2. Минеральная форма: олово установлено в минералах-концентраторах. Как правило, это минералы, в которых присутствует железо Fe+2: биотиты, гранаты, пироксены, магнетиты, турмалины и так далее. Эта связь обусловлена изоморфизмом, например, по схеме Sn+4 + Fe+2 → 2Fe+3. В оловоносных скарнах высокие концентрации олова установлены в гранатах (до 5,8 вес. %) (особенно в андрадитах), эпидотах (до 2,84 вес. %) и так далее.

На сульфидных месторождениях олово входит как изоморфный элемент в сфалериты (Силинское месторождение, Россия, Приморье), халькопириты (Дубровское месторождение, Россия, Приморье), пириты. Высокие концентрации олова выявлены в пирротине грейзенов Смирновского месторождения (Россия, Приморье). Считается, что из-за ограниченного изоморфизма происходит распад твёрдых растворов с микровыделениями Cu2+1Fe+2SnS4 или тиллита PbSnS2 и других минералов.

#### Собственно минеральные формы

##### Самородные элементы, сплавы и интерметаллические соединения
Хотя концентрации этих минералов в породах очень низки, однако распространены они в широком круге генетических образований. Среди самородных форм вместе с Sn выявлены Fe, Al, Cu, Ti, Cd и так далее, не считая уже известные самородные платиноиды, золото и серебро. Эти же элементы образуют между собой и различные сплавы: (Cu + Sn + Sb), (Pb + Sn + Sb) и другие, а также твёрдые растворы. Среди интерметаллических соединений установлены стистаит SnSb, атакит (Pd,Pt)3Sn, штумырлит Pt(Sn,Bi), звягинцевит (Pd,Pt)3(Pb,Sn), таймырит (Pd,Cu,Pt)3Sn и другие.
Приведённые формы нахождения олова и других элементов встречаются в различных геологических образованиях:
1. Группа интрузивных и эффузивных магматических пород: траппы, пикриты Сибирской платформы, гипербазиты и габброиды Камчатки, кимберлиты Якутии, лампроиты Алдана и так далее; гранитоиды Приморья, Дальнего Востока, Тянь-Шаня.
2. Группа метасоматически и гидротермально изменённых пород: медно-никелевые руды Сибирской платформы, золоторудные объекты Урала, Кавказа, Узбекистана и так далее[24].
3. Группа современного рудообразования: пелагические осадки Тихого океана, продукты Большого Трещинного Толбачинского извержения, гидротермальная система Узон на Камчатке и прочие.
4. Группа осадочных пород различного происхождения.

##### Окисные соединения олова
Наиболее известной формой является главный минерал олова — касситерит SnO2, представляющий собой соединение олова с кислородом. В минерале по данным ядерной гамма-резонансной спектроскопии присутствует Sn+4.

###### Касситерит
Касситерит (от греч. kassiteros — олово) — главный рудный минерал для получения олова, химическая формула SnO2. Теоретически содержит 78,62 % Sn. Образует отдельные выделения, зёрна, сплошные массивные агрегаты, в которых зёрна минерала достигают в размере 3—4 мм и даже больше. В чистом виде бесцветные кристаллы, примеси придают минералу самые различные цвета.
- Плотность 6040—7120 кг/м³ (наиболее низкая у светлоокрашенных касситеритов).
- Твёрдость по Моосу 1,5.
- Блеск — матовый, на гранях — алмазный.
- Спайность несовершенная.
- Излом раковистый.

Основные формы выделения касситерита:
- микровключения в других минералах;
- акцессорные выделения минерала в породах и рудах;
- сплошные или вкрапленные руды: игольчатые радиально-лучистые агрегаты (месторождения Приморья), коломорфные и криптокристаллические выделения и скопления (месторождения Приморья); кристаллическая форма — главная форма выделения касситерита.

В России месторождения касситерита имеются на Северо-Востоке, в Приморье, Якутии, Забайкалье; за рубежом — в Малайзии, Таиланде, Индонезии, КНР, Боливии, Нигерии и других странах.

###### Гидроокисные соединения
Второстепенное место занимают гидроокисные соединения олова, которые можно рассматривать как соли полиоловянных кислот. К ним можно отнести минерал сукулаит Ta2Sn2+2O; твёрдый раствор олова в магнетите вида Fe2SnO4 или Fe3SnO3 (Бретштейн Ю. С., 1974; Воронина Л. Б., 1979); «варламовит» — продукт окисления станнина; считается, что он представляет собой смесь аморфных и полуаморфных соединений Sn, метаоловянной кислоты, поликонденсированной фазы и гидрокасситеритовой фазы. Известны также гидратированные продукты окисления — гидромартит 3SnO·H2O; мушистонит (Cu,Zn,Fe)Sn(OH)6; гидростаннат меди CuSn(OH)6 и другие.

###### Силикаты
Известна многочисленная группа силикатов олова, представленная малаяитом CaSn[SiO5]; пабститом Ba(Sn, Ti)Si3O9, стоказитом Ca2Sn2Si6O18·4H2O и др. Малаяит образует даже промышленные скопления.

###### Шпинелиды
Из других окисных соединений известны также шпинелиды, например, минерал нигерит Sn2Fe4Al16О32 (Peterson E. U., 1986).

##### Сульфидные соединения олова
Включает различные соединения олова с серой. Это вторая по промышленному значению группа минеральных форм нахождения олова. Наиболее важным из них является станнин, второй по значению минерал. Кроме этого, отмечаются франкеит Pb5Sn3Sb2S14, герценбергит SnS, берндтит SnS2, тиллит PbSnS2 и кестерит Cu2ZnSnS4. Выявлены и более сложные сульфидные соединения олова со свинцом, серебром, медью, имеющие в основном минералогическое значение. Тесная связь олова с медью обусловливает частое присутствие на оловорудных месторождениях халькопирита CuFeS2 с образованием парагенезиса касситерит — халькопирит.

###### Станнин
Станнин (от лат. stannum — олово), оловянный колчедан, минерал из класса сульфидов с общей формулой вида Cu2FeSnS4. Она следует из формулы халькопирита путём замены одного атома Fe на Sn. Содержит 29,58 % Cu, 12,99 % Fe, 27,5 % Sn и 29,8 S, а также примеси Zn, Sb, Cd, Pb и Ag. Широко распространённый минерал в оловорудных месторождениях России. На ряде месторождений России (Приморье, Якутия) и Средней Азии (Таджикистан) он является существенным элементов сульфидных минералов и часто вместе с варламовитом составляет 10—40 % общего олова. Часто образует вкраплённость в сфалерите ZnS, халькопирите. Во многих случаях наблюдаются явления распада станнина с выделением касситерита.

#### Коллоидная форма
Коллоидные и олово-кремнистые соединения играют значительную роль в геохимии олова, хотя детально она не изучена. Значительное место в геологии элемента играют коломорфные соединения и продукты его кристаллических превращений в скрытокристаллические разности. Коломорфный касситерит рассматривается как форма выражения вязких гелеобразных растворов.
Независимые исследования выявили аномально высокую растворимость SnO2 в хлор-кремниевых растворах. Максимальная растворимость достигается при отношении {\displaystyle {\frac {{\mathsf {SnO}}_{2}}{{\mathsf {SiO}}_{2}}}=1{,}5}.
Анализ свойств соединения Sn(OH)4 и близость их к соединению Si(OH)4 выявляет способность его к полимеризации с образованием в конечном счёте соединений H2SnkO2k+1, SnkO2k−1(OH)2. В обоих случаях возможно замещение группы (ОН) на анионы F и Cl.
Таким образом, полимеризация молекул Sn(OH)4 и соединение их с молекулами Si(OH)4 ведёт к образованию геля (коллоида) и появлению цепочек HmSn2nSinOp, причём m ≤ 8, или Hs[SiO2n(SnOm)d] (Некрасов И. Я. и др., 1973).
Имеющиеся данные говорят о том, что коллоидная форма является естественным промежуточным звеном при осаждении олова из гидротермальных растворов.

#### Формы нахождения олова в жидкой фазе
Наименее изученная часть геохимии олова, хотя в газово-жидких включениях установлены касситериты в виде минералов-узников (Кокорин А. М. и др., 1975). Работ по анализу конкретных оловосодержащих природных растворов нет. В основном вся информация основана на результатах экспериментальных исследований, которые говорят только о вероятных формах нахождения олова в растворах. Существенную роль в разработке методики этих исследований принадлежит академику В. Л. Барсукову.
Вся совокупность экспериментально установленных форм нахождения олова в растворах разбивается на группы:
1. Ионные соединения. Эти соединения и их структура описываются с позиций классических валентных и стереохимических представлений. Выделяются подгруппы:
  1. Простые ионы Sn+2 и Sn+4 в основном обнаружены в магматических расплавах, а также в гидротермальных растворах, обладающих низкими значениями рН. Однако в существующих гидротермальных системах, отражаемых составом газово-жидких включений, такие условия не установлены.
  2. Галогениды — SnF2, SnF40, SnCl40. Считается, что роль хлора в переносе и отложении олова и сопутствующих металлов более значительна, чем роль фтора.
  3. Гидроксильные соединения. В щелочных условиях исходными являются соединения H2SnO2, H2SnO4, H2SnO3. Эти формы часто устанавливаются на основе известных минеральных форм. Часть этих форм имеет как искусственное (CaSnO3, Ca2SnO4), так и природное (FeSnO2, Fe2SnO4) происхождение. В кислых средах эти соединения ведут себя как слабые основания типа Sn(OH)2, Sn(OH)4. Считается, что одной из форм проявления подобных соединений является варламовит. Согласно экспериментальным данным Sn(OH)4 отлагается только при Т < 280 °C в слабокислых или нейтральных условиях при рН = 7—9. Соединения Sn(OH)4 и Sn(OH)3+ устойчивы при рН= 7—9, тогда как Sn(OH)2+2 и Sn(OH)+2 — при рН < 7. Довольно часто группы (ОН)−1 замещаются на F и Cl, создавая галогенозамещённые модификации гидросоединений олова. В общем виде эти формы представлены соединениями Sn(OH)4-kFk или Sn(OH)4−kFk-nCln. В целом соединение Sn(OH)3F устойчиво при Т = +25…+50 °C, а Sn(OH)2F2 — при Т = 200 °C.
  4. Сульфидные соединения. По экспериментальным данным в растворе присутствуют соединения SnS4−4 или SnS3−2 при рН > 9; SnS2O−2 (pH = 8—9) и Sn(SH)4 (pH = 6). Имеется упоминание о существовании соединения типа Na2SnS3, неустойчивого в кислой среде.
2. Комплексные соединения олова изучены при растворении касситерита во фторированных средах. Эти соединения отличаются высокой растворимостью. Этими же свойствами обладают соединения, полученные в хлоридных растворах. В качестве основных форм комплексных соединений, известных из экспериментов, можно назвать Na2[Sn(OH)6], Na2[SnF6], Na2[Sn(OH)2F4] и пр. Эксперименты показали, что комплекс Sn(OH)4F2−2 будет преобладать при Т = 200 °C.
3. Коллоидные и олово-кремнистые соединения. Об их существовании говорит присутствие на многих месторождениях коломорфных выделений касситерита.

### Промышленные типы месторождений олова
Описанные выше геохимические особенности олова находят косвенное отражение в формационной классификации оловорудных месторождений, предложенной Е. А. Радкевич с последующими дополнениями.
А. Формация оловоносных гранитов. Касситерит установлен в акцессорной части гранитов.
Б. Формация редкометальных гранитов. Это граниты литионит-амазонит-альбитового типа (апограниты по А. А. Беусу). Касситерит в акцессорной части вместе колумбит-татнатлитом, микролитом и прочими.
В. Формация оловоносных пегматитов. Оловянная минерализация характерна для Be-Li-, Be-Ta-, F-Li- типов.
Г. Формация полевошпат-кварц-касситеритовая. Выделена Ив. Ф. Григорьевым. Это кварц-полевошпатовые жилы с касситеритом и другими минералами.
Д. Формация кварц-касситеритовая. Распространена на северо-востоке России. Это жильные зоны, грейзены с кварцем, мусковитом, вольфрамитом, касситеритом и другим.
Е. Формация касситерит-силикатно-сульфидная с турмалиновым и хлоритовым типами. Одна из основных продуктивных формаций Приморья России.
Ж. Формация касситерит-сульфидная. Также основная оловопродуктивная формация. В ней выделяют основные типы:
1) штокверковое олово-вольфрамовое оруденение;
2) рудные тела квар-касситерит-арсенопиритового типа;
3) продуктивные кварцевые жилы сульфидно-касситерит-хлоритового типа.
З. Формация оловянно-скарновая.
И. Формация деревянистого олова (риолитовая формация).
К. Формация основных и ультраосновных пород (по И. Я. Некрасову).
Л. Формация щелочных пород Украины (по В. С. Металлиди, 1988).

## Производство
В процессе производства рудоносная порода (касситерит) подвергается дроблению до размеров частиц в среднем ~10 мм, в промышленных мельницах, после чего касситерит за счёт своей относительно высокой плотности и массы отделяется от пустой породы вибрационно-гравитационным методом на обогатительных столах. В дополнение применяется флотационный метод обогащения/очистки руды. Таким образом удаётся повысить содержание олова в руде до 40—70 %. Далее проводят обжиг концентрата в кислороде для удаления примесей серы и мышьяка. Полученный концентрат оловянной руды выплавляется в печах. В процессе выплавки восстанавливается до свободного состояния посредством применения в восстановлении древесного угля, слои которого укладываются поочерёдно со слоями руды, или алюминием (цинком) в электропечах: {\displaystyle {\mathsf {SnO_{2}+C=Sn+CO_{2}}}}. Особо чистое олово полупроводниковой чистоты готовят электрохимическим рафинированием или методом зонной плавки.
Цена килограмма металлического олова на Лондонской бирже металлов в 2018—2019 была близка к 20 долларам, с наступлением пандемии COVID-19 в 2020 году снизилась, опускаясь ниже 14 долларов, однако в 2021—2022 цена существенно выросла, дойдя в июле 2021 года почти до 34 долларов, превысив рекорд 2011 года, и поставив новый рекорд в 2022 году — более 48 долларов. По состоянию на конец февраля — начало марта 2023 года килограмм олова стоит около 25 долларов.

## Применение
- Олово используется в основном как безопасное, нетоксичное, коррозионностойкое покрытие в чистом виде или в сплавах с другими металлами. Главные промышленные применения олова — в белой жести (лужёное железо) для изготовления тары пищевых продуктов, в припоях для электроники, в домовых трубопроводах, в подшипниковых сплавах и в покрытиях из олова и его сплавов. Важнейший сплав олова — бронза (с медью). Другой известный сплав — пьютер — используется для изготовления посуды. Для этих целей расходуется около 33 % всего добываемого олова. До 60 % производимого олова используется в виде сплавов с медью, медью и цинком, медью и сурьмой (подшипниковый сплав, или баббит), с цинком (упаковочная фольга) и в виде оловянно-свинцовых и оловянно-цинковых припоев. В последнее время возрождается интерес к использованию металла, поскольку он наиболее «экологичен» среди тяжёлых цветных металлов. Используется для создания сверхпроводящих проводов на основе интерметаллического соединения Nb3Sn.
- Дисульфид олова SnS2 применяют в составе красок, имитирующих позолоту («поталь»).
- Искусственные радиоактивные ядерные изомеры олова 117mSn и 119mSn — источники гамма-излучения, являются мёссбауэровскими изотопами и применяются в гамма-резонансной спектроскопии.
- Интерметаллические соединения олова и циркония обладают высокими температурами плавления (до 2000 °C) и стойкостью к окислению при нагревании на воздухе и имеют ряд областей применения.
- Олово является важнейшим легирующим компонентом при получении конструкционных сплавов титана.
- Двуокись олова — очень эффективный абразивный материал, применяемый при «доводке» поверхности оптического стекла.
- Смесь солей олова — «жёлтая композиция» — ранее использовалась как краситель для шерсти.
- Олово применяется также в химических источниках тока в качестве анодного материала, например: марганцево-оловянный элемент, окисно-ртутно-оловянный элемент.
- Исследуются изолированные двумерные слои олова (станен), созданные по аналогии с графеном[31][32].

## Физиологическое действие
О роли олова в живых организмах практически ничего не известно. Ежедневное поступление олова с пищей составляет 0,2—3,5 мг, при регулярном потреблении консервированной пищи — до 38 мг. В теле человека содержится примерно (1—2)·10−4 % олова, наибольшая концентрация наблюдается в кишечнике.
Металлическое олово не токсично, что позволяет применять его в пищевой промышленности. Олово представляет опасность для человека в виде паров, различных аэрозольных частиц и пыли. При воздействии паров или пыли олова может развиться станноз — поражение лёгких. Газообразное вещество станнан (оловянистый водород) — сильнейший яд, более того, он самовоспламеняется при контакте с воздухом. Также очень токсичны некоторые оловоорганические соединения, такие как тетраэтилолово. Временно допустимая концентрация соединений олова в атмосферном воздухе 0,05 мг/м3, ПДК олова в пищевых продуктах 200 мг/кг, в молочных продуктах и соках — 100 мг/кг. Токсическая доза олова для человека — 2 г, интоксикация организма начинается при содержании в организме 250 мг/кг.
Вредные примеси, содержащиеся в олове в обычных условиях хранения и применения, в том числе в расплаве при температуре до 600 °C, не выделяются в воздух в объёмах, превышающих предельно допустимую концентрацию (в частности, определённую по ГОСТ 12.1.005—76. Длительное (в течение 15—20 лет) воздействие пыли олова оказывает фиброгенное воздействие на лёгкие и может вызвать заболевание работающих пневмокониозом.

## Галерея изображений

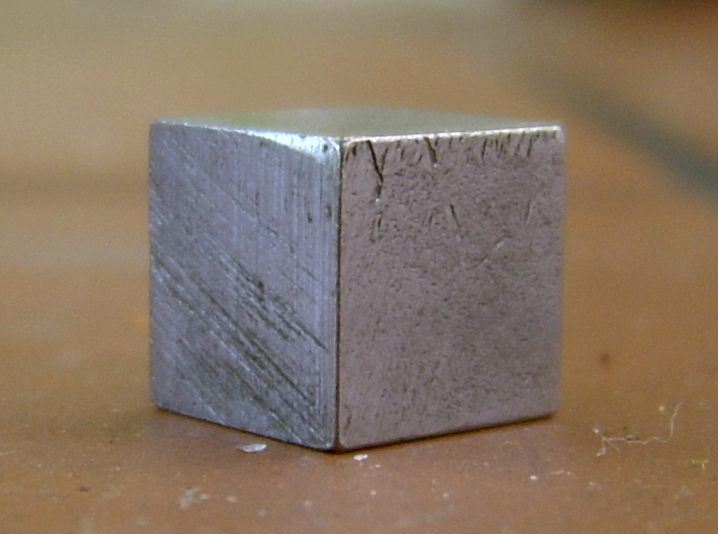
Оловянный куб
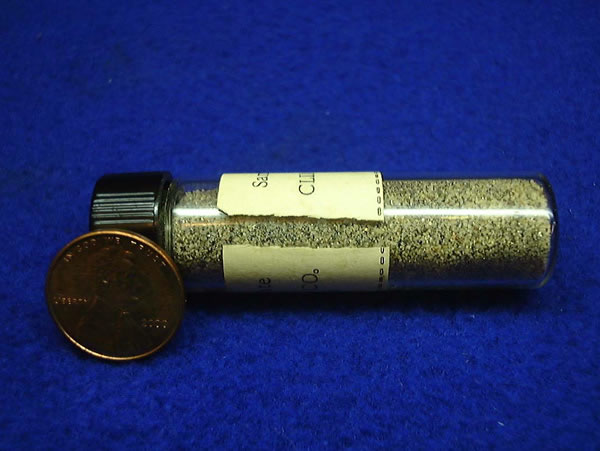
Оловянная руда
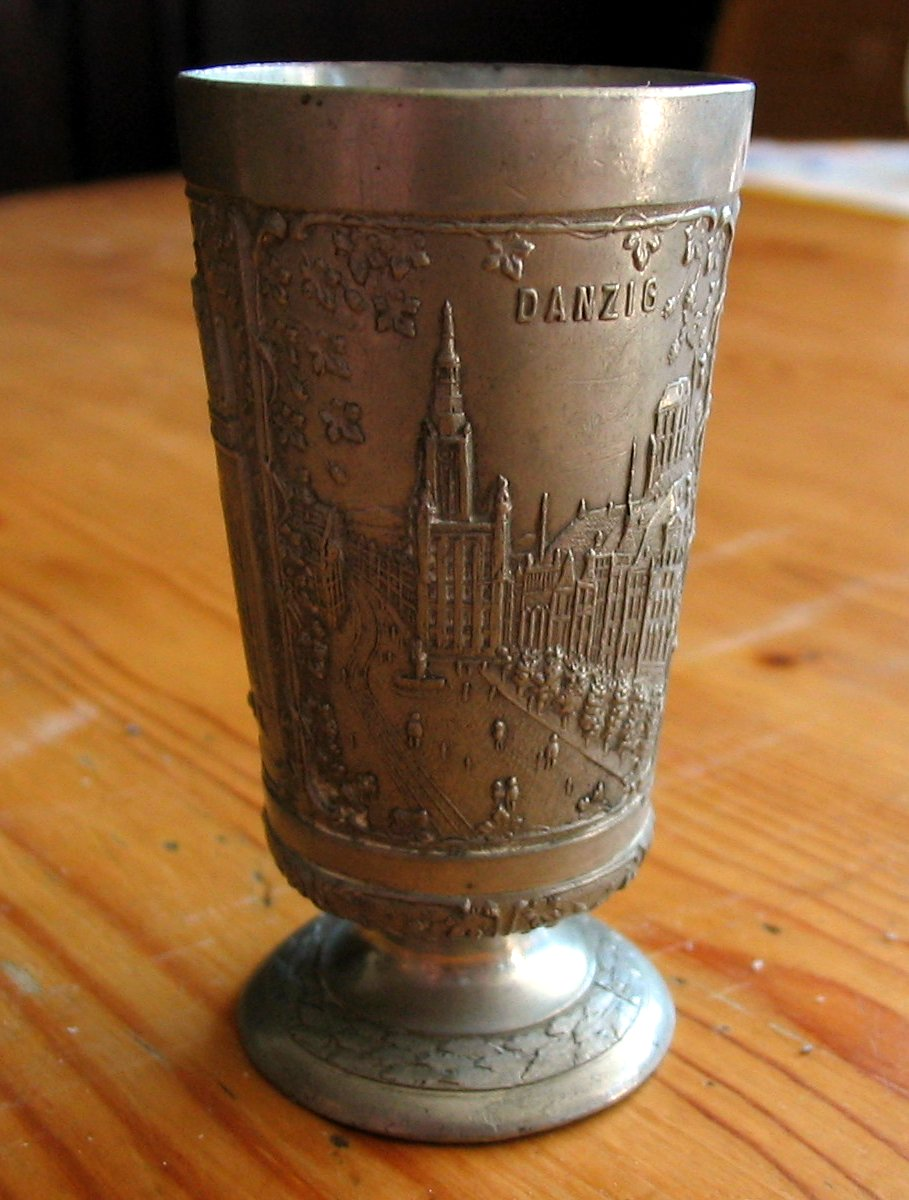
Оловянный кубок из г. Гданьска (Польша)
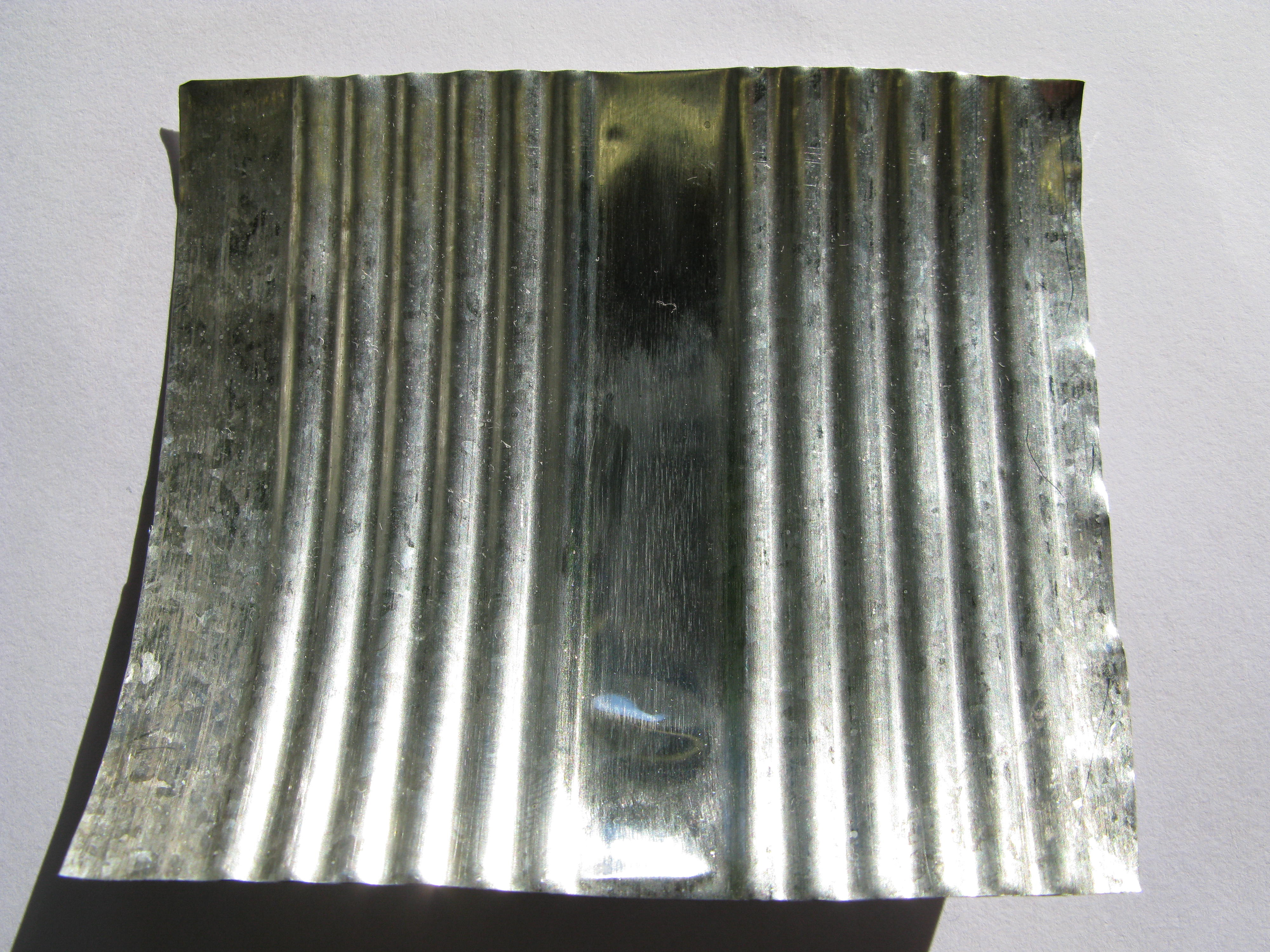
Консервная банка с оловянным покрытием
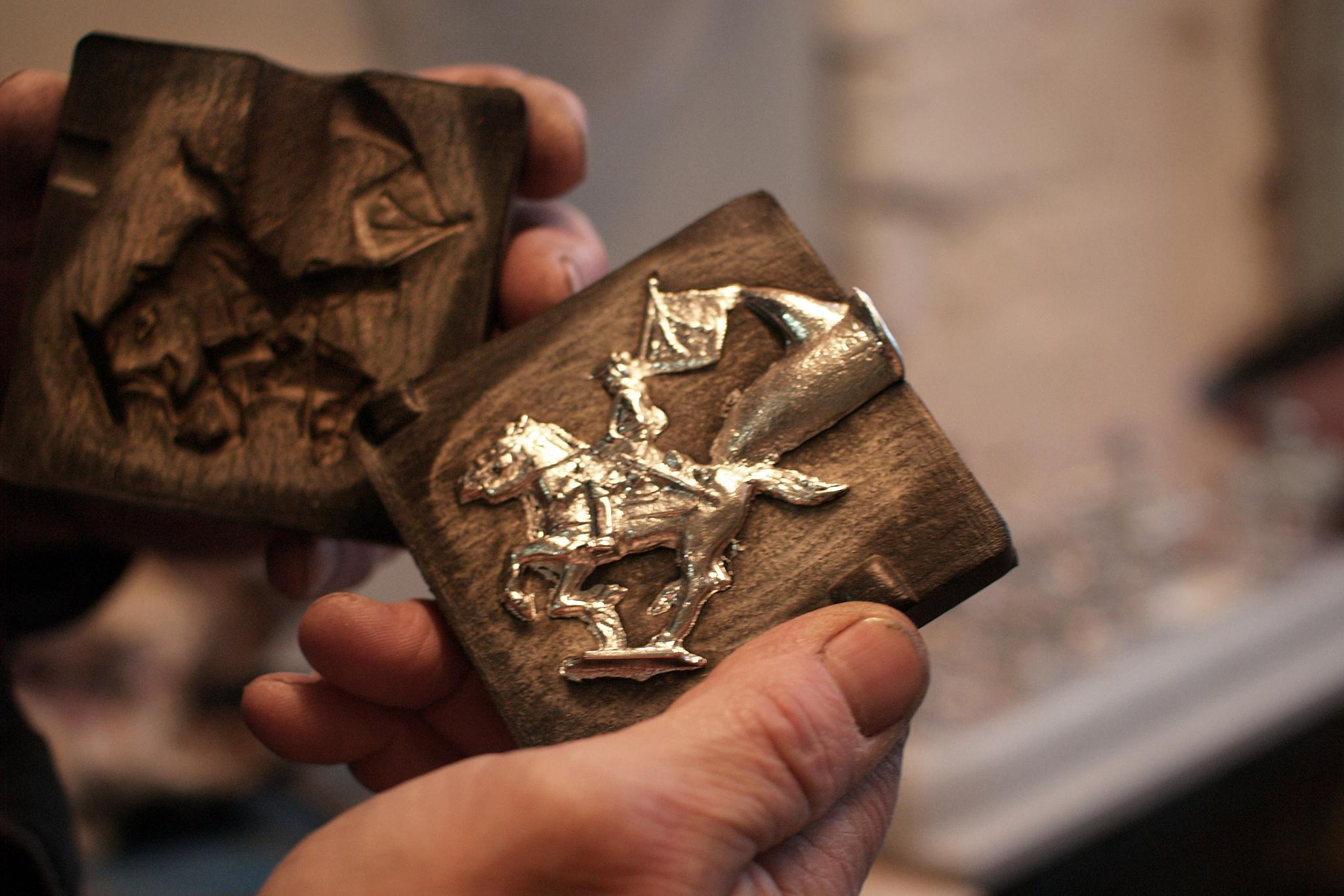
Оловянный солдатик в форме после литья
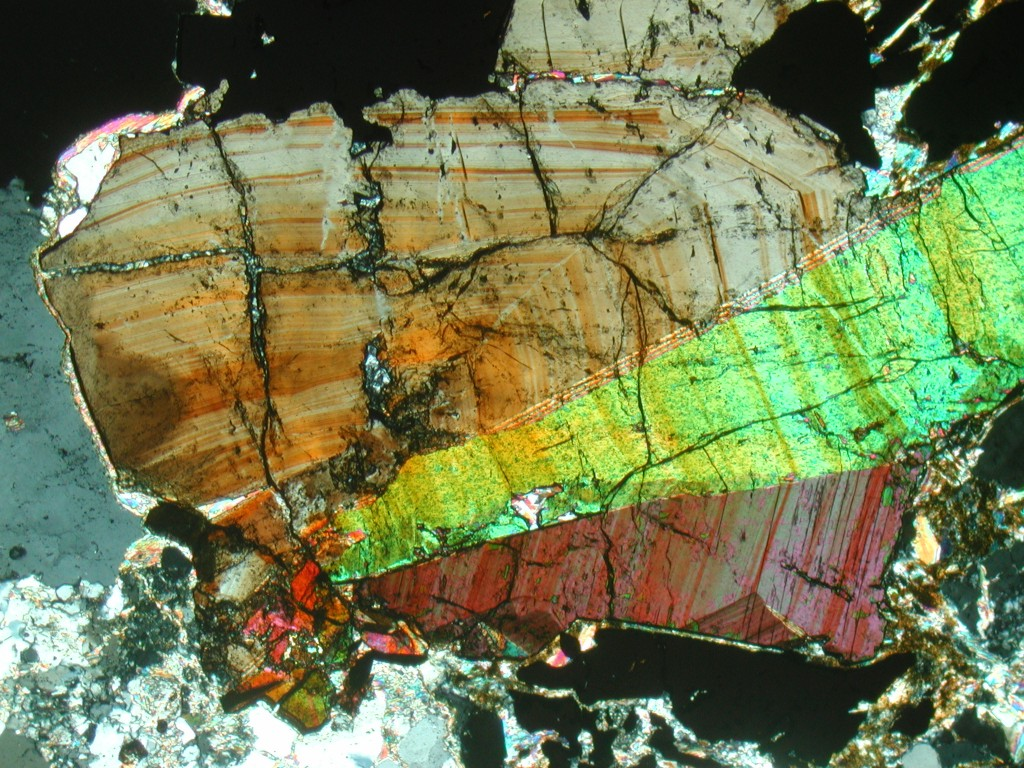
Зональный кристалл касситерита в шлифе (поляризованный свет, ширина изображения — 3,3 мм)
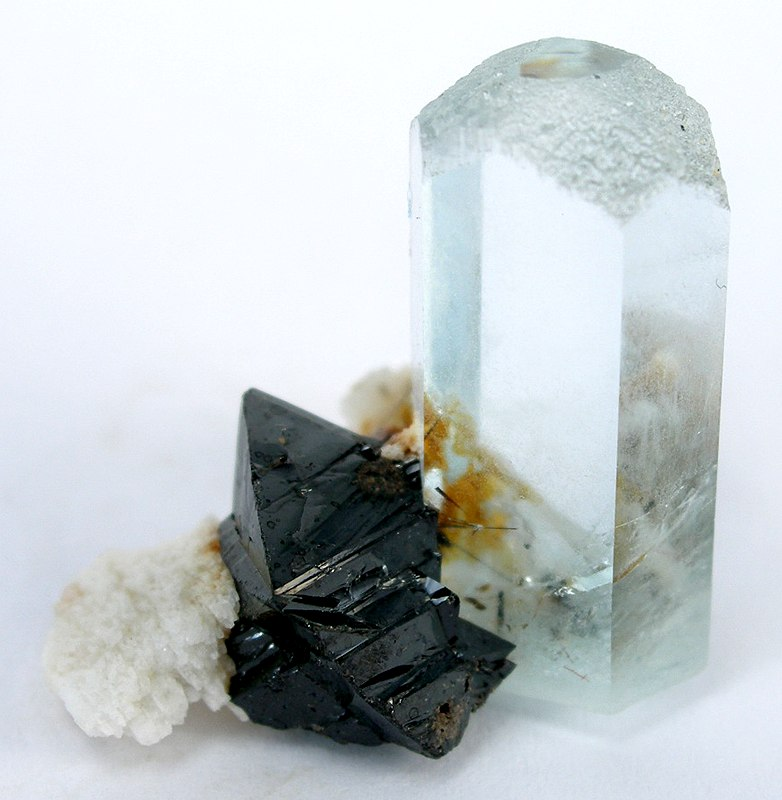
Кристаллы касситерита (тёмные)